# Obleganje Leningrada
Obleganje Leningrada (tudi blokada Leningrada; rusko блокада Ленинграда) je bilo nemško obleganje Leningrada (danes Sankt Peterburga) med drugo svetovno vojno. To obleganje je bilo eno najdaljših in najbolj uničujočih obleganj v sodobni zgodovini.

## Armadna skupina Sever
Operacija Barbarosa je bilo kodno ime za invazijo oboroženih sil sil osi na Sovjetsko zvezo 22. junija 1941. Nemške sile so bile v tem napadu razporejene na tri dele: Armadna skupina Sever, Center in Jug. Armadna skupina Sever je imela nalogo, da uniči ruska pristanišča ob Baltskem morju in vzpostavi kopensko povezavo s Finsko. Tako se je morala armadna skupina Sever čim prej prebiti do Leningrada. Napredovali so zelo hitro, ustavili so se šele zelo blizu Leningrada, zaradi težav v Estoniji in neprimernega zemljišča za hiter transport. Tako so se prebivalci Leningrada malo pripravili, a so jih Nemci vseeno prehiteli. Nemci so vedeli, da Leningrada ne morejo zavzeti takoj. Dobili so ukaze, da uničijo vse oskrbovalne linije mesta. Uničili so jih v avgustu in proti koncu avgusta so se sovjetske čete začele umikati. 

## Nemci pred velemestom
Leningrad je v tistem času štel 3 milijone prebivalcev. Ko so se Nemci približali mestu, je bilo to skorajda nepripravljeno, a je bilo čutiti veliko mero patriotizma. V nekaj dneh se je na uradih javilo 212.000 prostovoljcev. Večinoma so bili vključeni v delavske skupine. Tisti, ki so šli branit mesto, so bili večinoma neizkušeni, prav tako častniki. Primanjkovalo je tudi orožja. 

## Začetek bojev
Frontna črta je bila precej dolga, vse okoli mesta. Branili so jo ostanki sovjetske vojske in leningrajski prostovoljci. A prostovoljci so bili neizkušeni. Pušk je primanjkovalo, imeli pa so granate in molotovke. Za izdelavo teh so potrebovali steklenice. Otroci so jih v štirinajstih dneh zbrali okoli milijon. Prve prostovoljce iz mesta so poslali na mirnejši del fronte, da so si pridobili izkušnje. Ko so jih poslali na nevarnejši del, so kmalu doživeli tankovski napad. Na desettisoče prostovoljcev je bilo ubitih. V mestu so še vedno pripravljali obrambo. Po nekaterih podatkih naj bi rove gradilo med 500.000 do 1.000.000 meščanov. Naloge so imeli vsi, moški, ženske in otroci. V začetku je bila fronta oddaljena 100 kilometrov od mesta, a je bilo mesto vseeno bombardirano.

## Bližanje Nemcev
Sprva je bila fronta res zelo oddaljena od mesta, a se je ta razdalja hitro krčila. Kmalu so Nemci mesto že obstreljevali s topovi. Škoda sprva ni bila tako vidna, a kmalu so s pomočjo zažigalnih bomb uničili mestno zalogo hrane. Ruski strokovnjak je ocenil, da jim bo kmalu zmanjkalo hrane, ker so Nemci prekinili vse kopenske povezave z ostalo državo. Delež hrane na prebivalca so skrbno zmanjšali. Gradili so nove bunkerje in barikade. Organizirali so tovarniške bataljone, ki so varovali tovarne. Za vsako mestno četrt so določili tri ljudi z velikimi pooblastili, ki so skrbeli za obrambo te četrti. Iz neuporabnih železniških prog so gradili barikade. Po leningrajski kanalizaciji je brezskrbno potekal promet in v njej je bil možen nemoten prehod mesta. Uvedli so policijsko uro, ker so se bali, da se bodo Nemci vtihotapili v mesto skupaj z množico beguncev, ki so množično prihajali. Kmalu se je začelo čutiti pomanjkanje. Začeli so zbirati vse, kar bi se dalo uporabiti. A Nemci mesta niso napadli. Hitlerjev ukaz je bil, naj prekinejo vse povezave Leningrada z ostalim svetom in ga oblegajo. Tako se je začela blokada Leningrada.

## Lakota
Prebivalci Leningrada v začetku spopadov lakote niso pričakovali, a se je ta kmalu začela kazati. Ko je nastopila zima, jim je že skorajda zmanjkalo hrane. Znanstveniki so iskali poti, kako nahraniti tri milijone prebivalcev in begunce. Obroke so zmanjšali do najnižje možne oblike, a to ni bilo dovolj. V kruh so začeli mešati hmelj (800 ton), ki ga niso potrebovali, ker so prenehali izdelovati pivo in oves (5000 ton), ki je bil namenjen za konje. Kruhu so začeli dodajati tudi pokvarjene oljne pogače. Videli so, da se strupi v pečeh uničijo. Sprva so jih dodajali po tri procente, kasneje pa kar deset. Kruh je bil videti takole: 10 % celuloze, 10 % oljnih pogač, 2 % plev, 2 % prahu iz vreč za moko, 3 % mlete koruze, 73 % ržene moke. Edina pot, kjer so se lahko povezali s svetom, je bilo Ladoško jezero. To je pozimi zamrznilo in takrat je v mesto prišlo nekaj hrane. To povezavo so poimenovali pot življenja (rusko дорога жизни, doroga žizni).

## Sovjetska protiofenziva
Protiofenziva se je osnovala na dveh frontah. Iz dveh strani so napadli nemško vojsko. Prvi  napad je bil neuspešen, a so zelo oslabili Nemce, tako da niso mogli napasti mesta. V drugem napadu so obkolili Nemce in jih premagali. 18. januarja 1943 je bilo po radiu razglašeno, da je nemška blokada uničena. Kmalu so obnovili železnico, ki je sprva težko delovala zaradi nemškega obstreljevanja. Tako je dobila ime prehod smrti. A so organizirali obrambo vlakov in takrat je promet stekel hitreje. Tako so pripeljali ogromne količine orožja. Prišli so tudi najboljši sovjetski generali. Začeli so s protiofenzivo, množično so obstreljevali Nemce. Nek nemški vojak, ki je bil prej na Krimskem polotoku, je rekel: Rajši grem trikrat pred Sevastopol, kot pa da ostanem tukaj. Do konca februarja 1944 so nemško vojsko pregnali.